# Григор Стаматов
Григор Кузманов Стаматов е български дипломат и журналист, деец на Българския земеделски народен съюз.

## Биография
Роден е на 7 февруари 1892 година в дебърското село Дренок. Дядо му се занимава с революционна дейност, а татко му Кузман Стаматов - Кераджията загива като деец на ВМОРО, когато Григор е на две години, и е възпят в български и албански народни песни. Григор Кузманов учи в Дебър, след което в Българската мъжка гимназия в Солун. След завършването си става български учител в Галичник. Арестуван е по подозрение в революционна дейност, но по настояване на населението е освободен и бяга в Свободна България.
В 1912 година при избухването на Балканската война е доброволец в Македоно-одринското опълчение, като служи в 1 рота на 1 дебърска дружина. Участва в Първата световна война като военен кореспондент.
След войните става деец на Българския земеделски народен съюз. На 24 февруари 1922 година правителството на Александър Стамболийски признава Албания за суверенна страна и за български пре. За свой представител в нея той изпраща Григор Стаматов. Чрез Стаматов българските власти се опитват да спечелят влияние в новата държава. Когато в Албания се обсъжда поземлена реформа, много хора дават за пример българската поземлена реформа.
Участва като делегат от Дебърското благотворително братство в обединителния конгрес на Македонската федеративна организация и Съюза на македонските емигрантски организации от януари 1923 година.
След Деветоюнския преврат в 1923 година Стаматов е арестуван и държан 45 дни в ареста. В ареста обмисля издаването на земеделски вестник, който стартира на 14 август 1923 година под името „Родина“. Във вестника публикува сведения за обезглавяването на Стамболийски, изобличителни речи на Петко Д. Петков срещу деветоюнския режим. Вестникът е често конфискуван, а Стаматов е арестуван и интерниран. Вестникът спира на 16 юни 1924 година.
Стаматов е отвлечен и убит на 20 април 1925 година по време на априлските събития заедно със Сергей Румянцев.